# The Dark of the Sun
 The Dark of the Sun – trzeci minialbum heavymetalowego zespołu Grave Digger, wydany przez G.U.N. Records w 1997 roku. Zawiera trzy, ponownie nagrane, wczesne utwory grupy.

## Lista utworów
1. Rebellion (Live in Athens)/The Dark of the Sun – 5:12
2. Heavy Metal Breakdown – 4:31
3. Witch Hunter – 3:14
4. Headbanging Man – 3:54
5. Hellas Hellas (Live in Athens) (bonusowy cover Vasilisa Papakonstantinou, dostępny tylko na edycji winylowej)

## Twórcy
- Chris Boltendahl – śpiew
- Uwe Lulis – gitara
- Tomi Gotlich – gitara basowa
- Stefan Arnold – perkusja
- Hans Peter Katzenburg – instrumenty perkusyjne